# 闇を斬れ
『闇を斬れ』（やみをきれ）は、関西テレビ・松竹が制作し、1981年（昭和56年）4月7日 - 9月29日、フジテレビ系で毎週火曜日22:00 - 22:54に全26話が放送された日本のテレビドラマ、時代劇。

## ストーリー
時は江戸時代、世に言う「田沼時代」。賄賂等が横行する世の中を憂えた奥州白河藩藩主・松平定信は、改革の必要性を感じていた。定信は田沼意次を追放するべく、公用人である兼子八郎左衛門に闇の組織の結成を命じた。その頭目である鳥居庄次郎は、白河藩士でありながら、上司である八郎左衛門から、切腹ならびにお家取り潰しと引き換えに、所謂「死人（しびと）」として闇で活動する事を命じられた。こうして、名前を「鳥飼新次郎」と改めた庄次郎は、自ら集めた3人の仲間たち（元同心で按摩の安斉・はぐれ忍びの渚と耳の哲三）と鳥居家の飼い犬である隠密犬の「火山」と共に、田沼政権を打倒すべく、「闇狩り」として行動を開始した。

## キャスト
- 鳥飼新次郎（鳥居庄次郎）／徳川家治（二役）：天知茂
（鳥飼新次郎）：本名・鳥居庄次郎。元は白河藩士であったが、直接の上司である八郎左衛門からの要請により、闇の組織の頭目となる。その後、八郎左衛門から切腹と鳥居家の取り潰しを言い渡されるが、それはあくまで表向きで、名前を変えて「死人（しびと）」として闇で活動せよとの思し召しであった。鳥飼新次郎と改名した後、長屋に住み、よろず相談を表の生業としつつ、「闇狩り」として密かに活動する。第25話にて意知を成敗するも、最終回で安斉・渚・哲三を相次いで失い、再会したしのに隠密犬・火山を託し、自ら単騎で意次の大名駕籠を襲撃しようとするも、待ち構えていた定信によって押し留められ、断念。その後、お忍びで散策に出向いた将軍・家治に意次の悪事の数々をしたためた書状を渡した後、自害しようとするが、家治に押し留められ、またも断念。最後は定信からの再仕官の要請も断り、しのと火山に見送られる形で、何処ともなく去っていった。得物は太刀。殺しの際の出で立ちは、黒の着流しに深編笠・紫の宗十郎頭巾に黒字に「闇」等と書かれた白の着流し・黒の宗十郎頭巾に黒の着流し、等様々。決め台詞は「今の世の中、真っ暗闇だ。その闇の世に差す一条の光。闇を斬る!」。ちなみに髪型は、月代の武家髷（第1話のみ）→ムシリの武家髷→総髪と変遷。
（徳川家治）：江戸幕府第10代将軍。意次を老中に任じた人物。新次郎たちの事は、隠密たちからの調べによってすでに知っていた。その新次郎から意次の悪事の数々をしたためた書状を受け取った後、自害しようとした新次郎を説得し、押し留めた。
- 渚：坂口良子
表の生業は小唄の師匠。元は武田宗家に仕える忍びであったが、武田宗家の没落により、闇の殺し屋に成り下がっていた。何者かの依頼により、松平定信を暗殺すべく藩邸に潜入していたところを新次郎に見つかり捕らえられるが、新次郎の目的に共感し、哲三同様仲間となる。最終回で、意次の手下によって銃撃され死亡した哲三を小舟に乗せんとしたところを水中に潜んでいた意次の暗殺部隊によって殺され、悲壮な最後を遂げる。得物は、刃物を仕込んだ赤い舞扇と、黒い小刀。そして赤房に鈴付の銀の簪。殺しの出で立ちは紫の忍び装束。
- 耳の哲三：三浦浩一
愛称は哲（テツ）。表の生業は金魚売り。渚同様、武田宗家に仕える忍びであったが、渚と同じ理由で、闇の殺し屋として活動していた。やがて新次郎や安斉と出会い、田沼政権打倒に向け渚共々行動する事になる。最終回に於いて、意次の手下たちによって捕らえられていた安斉を救出するため、田沼屋敷に潜入するが、救出する直前で手下たちに見つかり、手下の撃った拳銃によって深手を負い、最後は新次郎と渚に看取られる形でこの世を去った。後に渚も殺され、二人の遺体は新次郎によって小舟に乗せられる形で海を目指して進んで行った。得物は鉄の鎖。殺しの出で立ちは青と黒の忍び装束。渚と二人掛かりで仕留める事が多い。髪型は初期のみムシリの町人髷→月代の町人髷と変遷。
- 安斉（荒谷龍之介）：山城新伍
元々は南町奉行所の同心であったが、言われのない濡れ衣の罪を着せられ、それが元で同心の職を追われたばかりか、百たたきの仕置きを受け、奉行所を解雇される。やがて知り合いの按摩である徳の市の協力を得て、按摩として活動するが、ふとした事から新次郎と出会い、共に活動する事になる。最終回に於いて、意次の手の者たちから逃れるために江戸を離れようとするが、その際渚を誘おうと彼女の家に踏み込んだところを意次の手下たちに捕らえられ、彼らによる激しい拷問を受ける。そして、救出に来た哲三を逃がそうと自ら自害し、最後は意次の手下たちの楯となって死んでいった。得物は先端に錐状の刃物を仕込んだ杖だが、後に短いドスを用いる。また、悪人を斬殺した後に火薬の様なものを悪人の口にくわえさせ、点火した後にその火薬が爆発し、空中で花火として打ち上がると言うシークエンスも見られた。殺しの出で立ちは黒の按摩衣装。髪型は長めの坊主頭（但し、第1話の初登場シーンのみ月代のザンバラ頭）。
- お政：結城しのぶ
安斉こと龍之介の妻。奉行所を追われ、按摩となった安斉を陰で支えていく。第25話にて田沼意知の手下によって連れ去られ、監禁・拉致された挙げ句、新次郎や安斉をおびき寄せるための餌として利用され、やがて渚や哲三に救出されるも、意知の手下による拳銃に撃たれ、最後は安斉の腕の中に抱かれる形で死亡した。
- 田沼意次：三國連太郎
時の将軍・家治からの信頼も厚い、江戸幕府老中主座。幕閣の大半を自らの配下の者たちで占めさせ、俗に言う賄賂政治を主導した。「田沼時代」の象徴的人物。気性の激しい性格であり、最終回では「闇狩り」によって殺された意知の死に涙する一方、意知を守れなかった用人たちに対し、激しい怒りをぶつけた。その後、意次の手下たちによって殺された仲間たちや一統の敵を討つためにやって来た新次郎の襲撃を受けるが、偶然通りかかった定信の機転によってその場は救われた。だが、新次郎が家治に渡された書状の内容から、意次ら田沼一族の悪業が次々と明らかになり、最後は老中主座を解任され、禄高1万石を残し全て没収される等、文字通り没落した。
- 田沼意知：原田大二郎
意次の嫡男で、若年寄。父・意次同様、気性の激しい性格で、第25話に於いて安斉の妻・お政を誘拐させ、それを餌に新次郎や安斉をおびき寄せる等、闇狩りを撲滅するためには非情とも言うべき手段を用いるが、影武者数人を駆使して新次郎たちと激しい死闘を繰り広げた結果、新次郎たちによってなぶり殺しにされる。
- 三浦庄二：小林昭二
意次の配下の用人。第17話で新次郎たち闇狩りとその黒幕の存在を嗅ぎ付けた意次によって八郎左衛門殺害の刺客として送り込まれ、見事にこれを討ち果たすも、恩人であり、なおかつ舅であった八郎左衛門の仇討ちのため田沼邸に襲撃してきた新次郎ら闇狩りによって返り討ちに遭う形で死亡した。
- 稲山主馬：北町義郎
- 喜助：岡部正純
新次郎や哲三と同じ長屋に住んでいる駕籠かき。
- 安吉：サイトウヒロシ
- おさき：野川愛
- おみち：麻美あい
- おきく：吉田エミー
- 千草：范文雀
第1話で登場した兼子八郎左衛門の娘。新次郎とは夫婦の約束を交わしていた。新次郎と八郎左衛門の会話を盗み聞きした直後に自害。死の間際に父の計らいにより、新次郎と夫婦の契りを交わし、息を引き取る。
- しの：松坂慶子
第2話と第26話のみ登場。第2話のラストで新次郎同様、死人となる。最終回で、思わぬ形で新次郎と再会する。そして新次郎から火山を託され、最後は火山と共に新次郎の旅立ちを見送った。
- 山村三之助：穂積隆信
南町奉行所の同心。安斉のかつての部下であり、安斉が最も信頼している者の一人。しかし、所詮ヘボ同心。暇を見つけては渚のところへ小唄を習いに行っている。
- 源八：古川がん
三之助配下の下っ引。
- 兼子八郎左衛門：尾上松緑
定信の公用人で、新次郎の上司。新次郎にとっては舅にあたる。第17話で新次郎たち闇狩りとその黒幕の存在を嗅ぎ付けた意次によって放たれた三浦たち刺客によって暗殺される。
- 松平定信：沖雅也
奥州白河藩主。田沼政治で腐敗した幕政を立て直すため、八郎左衛門に闇の組織の結成を命じた。最終回では、新次郎が意次の大名駕籠を襲撃する際、偶然を装って通り掛かり、新次郎に意次暗殺を止める様に押し留めた。その後、新次郎に白河藩士として再仕官する様に要請するが、新次郎に断られた。最後は老中主座を解任され、没落した意次に代わり、老中主座に就任した事が劇中のナレーションで語られた。
- 隠密犬、火山：武井パル号
元々は鳥居家で飼われていた犬。鳥居家取り潰しの後、新次郎たちと行動を共にする。主に新次郎たちと八郎左衛門の連絡係として活躍する。八郎左衛門亡き後も、白河藩邸との繋ぎ役として活躍していたが、意次暗殺を決意した新次郎によってしのに託され、最後はしのと共に新次郎の旅立ちを静かに見送った。
- 将軍愛犬、風鈴：今井太郎号
白河藩江戸藩邸で飼われていた定信の愛犬。第25話では、意知の手下によって負傷した火山の代わりに新次郎たちと白河藩邸との繋ぎ役となった。

- ナレーター：小林清志（一部の回の本編を除く）

## 放映リスト
| 話数 | 放送日        | サブタイトル           | 脚本              | 監督     | ゲスト出演                                                                                          |
| ---- | ------------- | ---------------------- | ----------------- | -------- | --------------------------------------------------------------------------------------------------- |
| 1    | 1981年 4月7日 | 桜が呼んだ死人たち     | 池田一朗          | 山下耕作 | 范文雀、岩井友見、早川純一、 稲葉義男、市村昌治、小林尚臣                                           |
| 2    | 4月14日       | 春風に泣いた血汐花     | 村尾昭            | 長谷和夫 | 松坂慶子、佐藤仁哉, 高峰圭二                                                                        |
| 3    | 4月21日       | 夜伽女の怨みぶし       | 国弘威雄          | 井上梅次 | 中尾彬、本郷直樹、井上博一、大宮悌二、梓ようこ、吉沢由起                                            |
| 4    | 4月28日       | 地獄の賄賂貸し         | 池田一朗 井上梅次 | 井上梅次 | 勝部演之、稲垣昭三、福山象三、増田順司、野平ゆき、久保晶                                            |
| 5    | 5月5日        | 恋姿・謎の美剣士       | 佐藤繁子          | 山下耕作 | 白都真理、中田博久、八名信夫、松下達夫、 役所広司、近藤宏、夏川かほる                               |
| 6    | 5月12日       | ふる里遠く夫婦花       | 村尾昭            | 長谷和夫 | 藤巻潤、田口計、石濱朗、京春上、上田耕一、吉中六、小池雄介                                          |
| 7    | 5月19日       | 女色男色乱れ僧         | 和久田正明        | 林宏樹   | 青木義朗、芦川よしみ、江角英、椎谷建治、 塩見三省、青山恭子、三沢もとこ、灰地順、大竹修造、吉良冬太 |
| 8    | 5月26日       | 女体にひびくオルゴール | 池田一朗          | 井上梅次 | 南原宏治、佐藤蛾次郎、風祭ゆき、市川青虎、桜川梅八、河原裕昌、 大木正司                             |
| 9    | 6月2日        | 親の涙は血の涙         | 東条正年          | 井上梅次 | 土屋嘉男、木村元、山口恵子、谷村隆之、 加藤茂雄、大矢梨津子                                         |
| 10   | 6月9日        | 三つの命を持つ男       | 国弘威雄          | 長谷和夫 | 堀内正美                                                                                            |
| 11   | 6月16日       | 旗本ハイジャック       | 池田一朗          | 長谷和夫 | 市川好朗、内田稔、森下哲夫、高野真二、 佐藤宏之、大原美佳子、今井里恵、内海恵津、浅野香織           |
| 12   | 6月23日       | この世の見納め生き観音 | 和久田正明        | 林宏樹   | 池波志乃、片桐竜次、今井健二、別所立木、 佐々木敏、丸岡奨詞、大地常雄、内藤杏子                     |
| 13   | 6月30日       | 仇討ち恋泥棒           | 佐藤繁子          | 林宏樹   | 風間杜夫、森幹太、岡本麗、船場牡丹、倉島襄                                                          |
| 14   | 7月7日        | 妻恋い逃亡・男でない男 | 東条正年          | 山下耕作 | 大門正明、志麻いづみ、汐路章、山岡徹也、 宮口二朗、東龍明、潮健児、吉原正皓、原田千枝子             |
| 15   | 7月14日       | 金粉の若君登城!        | 国弘威雄          | 山下耕作 | 深江章喜、近藤準                                                                                    |
| 16   | 7月21日       | 隠密犬・危機一髪!      | 池田一朗          | 佐藤武光 | 待田京介、浜田晃、早川研吉、荻原賢三、 中田彩子、小野塚千枝子、若尾義昭、竹内春樹                   |
| 17   | 7月28日       | 暗殺! 兼子八郎左衛門   | 国弘威雄          | 永野靖忠 | 尾上松緑、天草四郎、若尾義昭、久保田薫、 三尾暎明、小緑淳子、北原ナナ、田中恵子                     |
| 18   | 8月4日        | おんなの罠             | 和久田正明        | 林宏樹   | 松本留美、可知靖之                                                                                  |
| 19   | 8月11日       | 女が牙をみがく夜       | 東条正年          | 林宏樹   | 風間舞子、高橋明、森岡優子、堀之紀                                                                  |
| 20   | 8月18日       | 本日鬼退治の日にて候   | 押川國秋          | 井上梅次 | 吉岡ひとみ、新海丈夫、山本清、小笠原弘、 河原裕昌、西朱美、矢島美智子、村上記代、熊谷卓三           |
| 21   | 8月25日       | 人肌人形一夜妻         | 佐藤繁子          | 山下耕作 | 信実一徳、宮内洋、江角英、黒田福美、 陶隆司、麻生通子、溝口順子、小田草之介                         |
| 22   | 9月1日        | 血にぬれた母子草       | 東条正年          | 黒田義之 | 甲にしき、畔上親、早川純一、高杉玄                                                                  |
| 23   | 9月8日        | 顔を焼かれた女         | 北村穿            | 長谷和夫 | 阿藤海、中條郷子、渡辺紀行、矢島美智子、山本幸栄                                                    |
| 24   | 9月15日       | 大江戸・浪人皆殺し     | 東条正年          | 永野靖忠 | 川辺久造、菊池晋、長谷川弘、加茂正、 喜田晋平、伊藤晶子、小緑淳子、菊地大                           |
| 25   | 9月22日       | 暗殺・血染めの死闘     | 東条正年          | 永野靖忠 | |
| 26   | 9月29日       | 田沼意次没落の日       | 村尾昭            | 山下耕作 | 松坂慶子                                                                                            |

## スタッフ
- 企画：巻幡展男（KTV）、山内静夫（松竹）
- プロデューサー：内海佑治（KTV）、桜林甫、田中浩三（松竹）
- 監督：放映リスト参照
- 脚本：放映リスト参照
- 音楽：津島利章
- 制作：KTV（関西テレビ）、松竹
- 隠密犬調教：鎌倉第二警察犬訓練所、古屋昭彦、古屋龍人

## 主題歌
- 『アプローズ』歌：大橋純子（日本フォノグラム（現・ユニバーサルミュージック））
  - 作詞：阿久悠、作曲・編曲：佐藤健

## 備考
- 本作には、天然記念物種である甲斐犬が、天知演じる新次郎の下で活躍する隠密犬として出演していた。なお、名前は甲斐国の武将・武田信玄にちなんで『風林（フウリン）』と『火山（カザン）』であった[1]。
- オープニングやエンディングにはノンテロップではあるが、推理作家で松竹OBの小林久三が、本作の原案に関与している[2]。
- 小林清志によるオープニングナレーションは、第1話〜第3話と第6話〜第17話、第4話と第5話、第18話、第19話〜第26話で、物語の展開によりそれぞれ内容が異なっている。ちなみに小林は、初期の回や最終回では劇中のナレーションも務めていたが、中期から最終回前は他の声優が務めた（次回予告ナレーションは、当初から他の声優が務めている）。